# Tributo (álbum)
Tributo es un álbum del grupo musical Saratoga, publicado en 1996. Se trata de un disco de versiones de grupos de rock de los ochenta, muchas de ellas de grupos en los que anteriormente habían estado sus componentes, como Barón Rojo (Niko), Obús (Fortu), Ñu (Niko, Jero), Muro (El Niño), Panzer (Jero), Santa, (Jero).

## Lista de canciones
1. Resistiré (de BARÓN ROJO) - 4:06
2. Más Duro Que Nunca (de ÑU) - 2:34
3. No dudaría (de ANTONIO FLORES) - 3:12
4. Fuera De La Ley (de ÁNGELES DEL INFIERNO) - 4:36
5. Voy A Tu Ciudad (de BANZAI) - 3:30
6. Vallecas 1996 (de TOPO) - 3:35
7. Reencarnación (de SANTA) - 3:13
8. Autopista (de OBÚS) - 3:56
9. Junto A Ti (de PANZER) - 4:04
10. Mirada Asesina (de MURO) - 4:41
11. Que Tire La Toalla (de LEÑO) - 4:06

## Formación
- Jero Ramiro, Guitarra
- Niko del Hierro, Bajo
- Fortu, Voz
- Joquín Arellano "El Niño", Batería

- Datos: Q6152419